# كاثرين سامبا بانزا
كاثرين سامبا بانزا، من مواليد 26 يونيو 1954 في فورت لامي (الآن نجامينا) بالتشاد وهي سياسية من أفريقيا الوسطى، رئيس المرحلة الانتقالية منذ 23 يناير 2014.

## حياتها

### شبابها بين ثلاث دول
ولدت كاثرين في تشاد، من أب كاميروني وأم من أفريقيا الوسطى. تعتنق كاثرين المسيحية، وتتحدث الفرنسية والعربية. وبدأت بدراسة القانون في فرنسا.

### التخرج والعودة إلىأفريقيا الوسطى
حصلت سامبا بانزا على درجات مختلفة: شهادة البكالوريوس في علوم الإعلام والاتصال، وعلى درجة الدراسات العليا المتخصصة (DESS) في قانون التأمين التي حصلت عليها في جامعة بانتيون أساس. في 1990، عادت إلى بانغي لتفتح فرعا تابعا لشركة أليانز. قبل حياتها السياسية، أسست وأدارت شركة تأمين.

### ناشطة في مجال حقوق المرأة
نشطت كاثرين في جمعية المحاميات في أفريقيا الوسطى (AFJC) وهي منظمة متخصصة في مكافحة تشويه الأعضاء التناسلية للإناث والعنف بجميع أشكاله الأخرى التي تتعرض لها المرأة في أفريقيا الوسطى. وهي أيضا مدربة في مجال حقوق الإنسان في أفريقيا في منظمة العفو الدولية.
في عام 2003، بعد فترة قصيرة من انقلاب فرانسوا بوزيزيه، شاركت في رئاسة الحوار الوطني وانتخبت رئيسا للجنة رصد وتقييم المنتظمين لتوصيات الحوار.

### رئيسا لبلدية بانغي
بعد شهرين من إطاحة السيليكا لنظام الرئيس فرانسوا بوزيزيه في مايو عام 2013، تم تعيينها رئيسا لبلدية بانغي من قبل النظام الجديد. وهي لا تنتمي إلى أي حزب سياسي رئيسي.

### رئيس المرحلة الانتقالية
في خضم أزمة أفريقيا الوسطى، اضطر الرئيس ميشيل جوتوديا على الاستقالة في 10 يناير 2014. لذلك يجب انتخاب رئيس انتقالي من قبل المجلس الوطني الانتقالي (CNT)، والبرلمان المؤقت المركزي، قبل الانتخابات الوطنية المحتملة في 2015.
كاثرين سامبا بانزا هي واحدة من ثمانية مرشحين من قبل المجلس الوطني الانتقالي ومن بين الأربعة والعشرين المعلنين وهي الأوفر حظا. مدفوعة من قبل المنظمات النسوية، لا تنتمي إلى أي معسكر سياسي، وتحظى بدعم العديد من الدبلوماسيين الأجانب، حازت في في الجولة الأولى من الانتخابات على 64 صوتا، بفارق واحد للحصول على الأغلبية المطلقة، وفازت في الجولة الثانية على ديزيريه كولينغبا، نجل الرئيس السابق أندريه كولينغبا، وقد حصلت على 75 صوتا مقابل 53.
مباشرة بعد انتخابها، دعت ميليشيا السيليكا وأنتي بالاكا لنزع أسلحتهم. أدت اليمين الدستورية في 23 يناير 2014 وأصبحت أول امرأة في أفريقيا تحتل منصب رئاسة الدولة، وثاني امرأة تحتل منصب رئاسة دولة في إفريقيا الناطقة بالفرنسية بعد روز روغومبيه، الرئيس بالنيابة لجمهورية الغابون من يونيو إلى أكتوبر 2009.

### حياتها الخاصة
تزوجت كاثرين من سيرياك سامبا بانزا، سياسي من جمهورية أفريقيا الوسطى. وكان هذا الأخير وزيرا عدة مرات، بما في ذلك في عهد أندريه كولينغبا وبوزيزيه. ليس لديهما أطفال معا، ولكن كان لكاثرين سامبا بانزا ثلاثة أطفال من زواجها الأول.

## روابط خارجية
- كاثرين سامبا بانزا على موقع مونزينجر (الألمانية)